# مقاطعة سانت لاندري (لويزيانا)
مقاطعة سانت لاندري (بالإنجليزية: St. Landry Parish, Louisiana)‏ هي إحدى مقاطعات ولاية لويزيانا في الولايات المتحدة. تأسست سنة 1807، وتبلغ مساحتها 2432 كم2، بلغ عدد سكانها 83384 نسمة في عام 2010 حسب إحصاء مكتب تعداد الولايات المتحدة وتصل الكثافة السكانية فيها 36 نسمة/كم2.

## أعلام
- لوني بروكس
- كليفتون شينييه

## وصلات خارجية
- United States Counties